# Baldachim

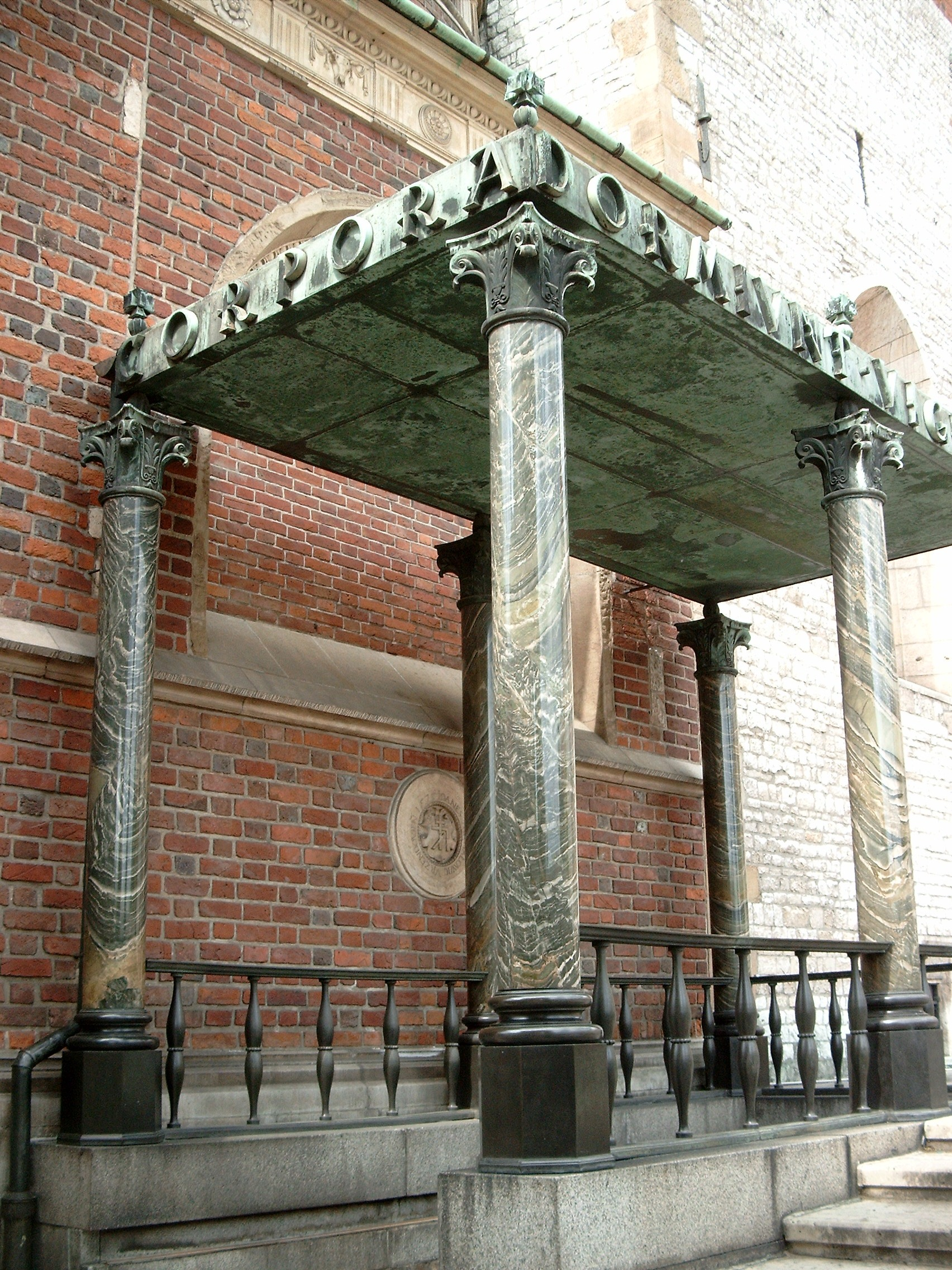
Baldachim znajdujący się nad wyjściem z grobów królewskich w katedrze na Wawelu, Kraków

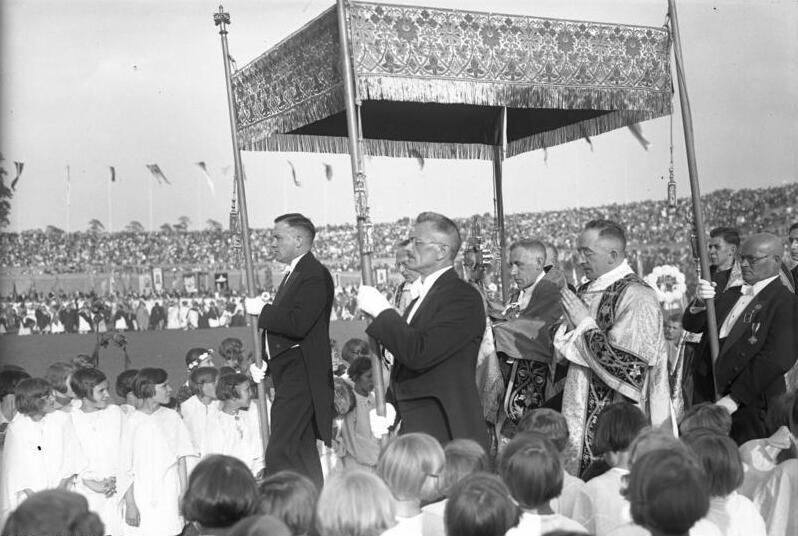
Przenośny baldachim używany w katolickich procesjach eucharystycznych

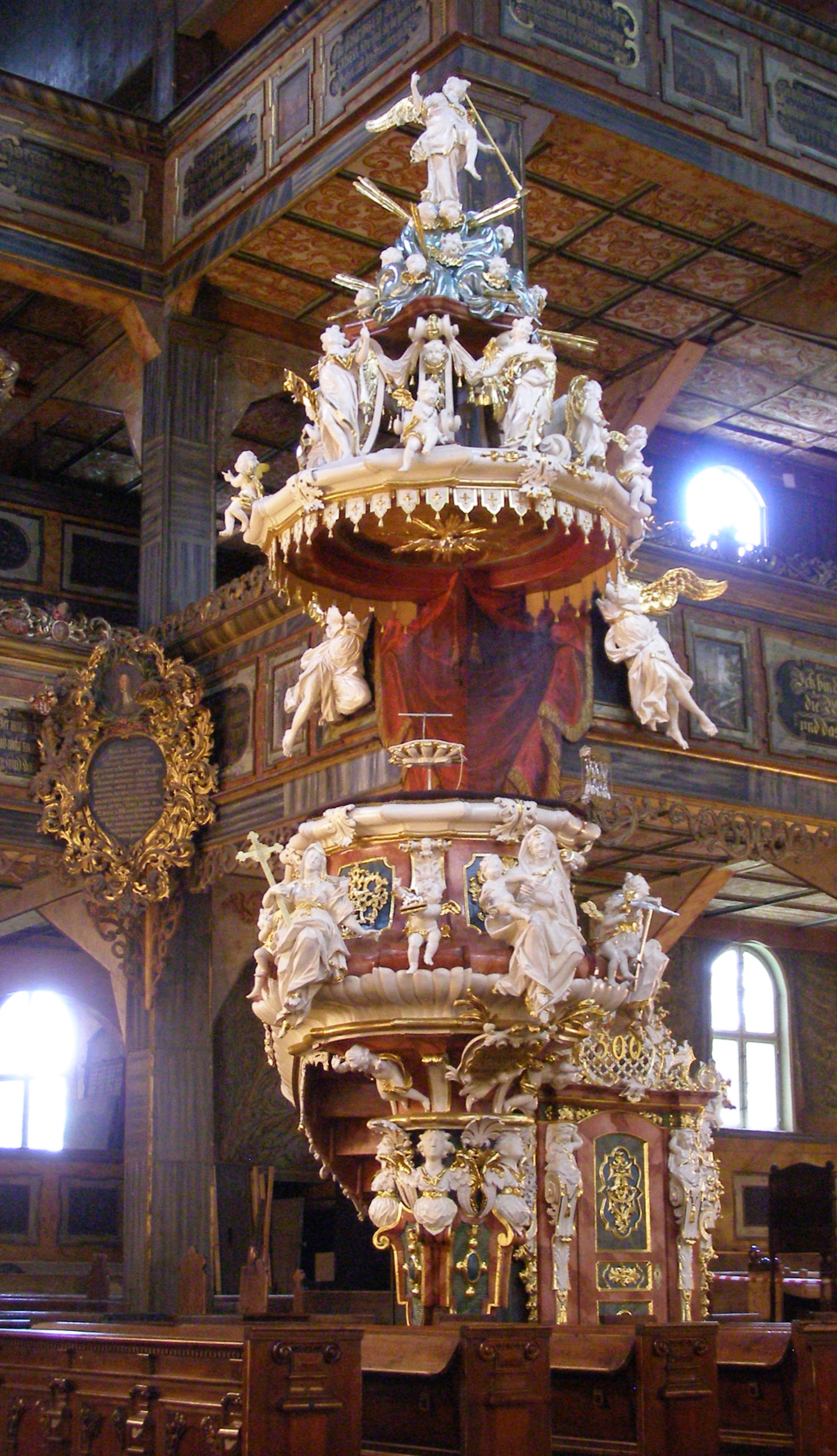
Ambona z bogato zdobionym baldachimem w ewangelickim kościele Pokoju w Świdnicy

Baldachim (łac. baldakinus, z wł. baldacchino) – podstawowe znaczenia to: 
- w architekturze motyw dekoracyjny, zadaszenie w formie wieżyczki, ozdobnego daszku lub aediculi stanowiący oprawę posągów[2] lub jako wsparty na kolumnach albo filarach - osłaniający nagrobki[3] (np. renesansowy baldachim nad nagrobkiem Władysława Jagiełły w katedrze na Wawelu)[4].
- we wnętrzach kościołów osłona nad głównym ołtarzem, stallami, amboną lub fotelem dostojników, przenośna lub stała, w formie kopuły, nadwieszona lub podparta kolumnami, zwieńczona akcentem plastycznym, od dołu ozdobiona frędzlami lub lambrekinem[3][4]. Od strony wewnętrznej czasami ozdobiona malowanym gwiaździstym niebem[2].
- osłona w kształcie daszka, przenośna lub stała, z tkaniny, drewna, rozpięta nad tronem, łóżkiem itp. pełniąca rolę funkcjonalną lub honorową[2][3].